# アナベル・チョン
アナベル・チョン（Annabel Chong、1972年5月22日 – ）は、シンガポールの元ポルノ女優、Web開発者。『World's Biggest Gang Bang』（ギャングバング世界記録）と銘打たれたポルノ映画に出演し、有名になった。この映画は商業的に成功し、ギャングバング・ポルノの「記録更新」トレンドの嚆矢となった。4年後、チョンは自身が主題のドキュメンタリー『SEX アナベル・チョンのこと』に出演、ポルノグラフィーのキャリアについてインタビューを受けた。2003年にアダルト業界から完全に引退。2001年現在Web開発者として働いている。

## 来歴
シンガポールの中流階級でプロテスタントのシンガポール系中国人の家庭に生まれ育った。彼女は二人の教師の間に生まれた一人娘であった。シンガポール、ブラッデルのラッフルズ・ガールズ・スクール (セカンダリー)（私立女子中等学校）に学び、同国のギフテッド・エデュケーション・プログラムとホワチョン短期大学に入学した。当時の教師やクラスメートたちは、彼女を物静かで、保守的で、知的で、勤勉であったと評した。
Aレベルを取得した後、奨学金を得てキングス・カレッジ・ロンドンで法律を学ぶ以前に、アメリカ合衆国での1年間を含む3年間のギャップ・イヤーを過ごした。
イギリス滞在中に電車で乗り合わせた男性に惹かれ、路地で彼と性行為をすることに同意した。彼は他の男たちを引き連れ、都心部住宅街内のゴミ捨て場で彼女を集団レイプし、金品を強奪した。
21歳で法科大学を中退し、南カリフォルニア大学 (USC) で写真、芸術、ジェンダー研究を学び、優れた成績を収めた。同時にポルノ女優としても働き始めた。その後、USCの大学院でジェンダーの研究を続けた。

## ポルノ業界へ
彼女の両親は娘の法科大学中退を認めなかったので、彼女は学費のための収入源を必要とした。1994年、LA Weeklyのモデルエージェンシーの広告に応募し、ポルノの世界に足を踏み入れた。報道によれば、彼女は映像作品においてポルノとパフォーマンスアートの境界を曖昧にすることに関心を持っていた。

## World's Biggest Gang Bang
彼女が脚光を浴びた作品『World's Biggest Gang Bang』（ギャングバング世界記録）には、1995年1月19日の22歳の時に出演した。彼女はアダルト・テレビの広告に出演し、イベントへの300人の参加者を募った。予定では300人を目指していたが、230人をこなしたところで出場者の爪により彼女の陰部が傷つけられ、250人が限界と判断された。ラストの251人目は司会のロン・ジェレミーが担った。当初の報告では彼女が10時間の間に251人の男性とセックスしたのか、約70人の男性と複数回セックスして延べ251人に達したのか判然としなかった。直近のHIV検査において陰性であることが証明された男性参加者は色分けされた標識を身に着けると言うルールに基づき、彼女はコンドーム無しで数人の男性とセックスを行なった。後に、プロデューサーが彼女に信じ込ませたほどには厳密に検査が実施されていなかったことが明らかになった。この映画は史上最高の興行収入を上げたポルノ映画の1つとなったが、彼女に約束された10,000ドルが支払われることはなく、ビデオの収益から金銭を受け取ったことはないと推測された。

## 大衆文化への露出
イベントの後『ジェリー・スプリンガー・ショー』や『ザ・ガーリー・ショウ』など、多数のメディアに出演した。ロレッタ・チェンはチョンのポルノ映画を、女性のセクシュアリティと性別の境界に関する視聴者の既成の概念と仮定に異議を唱える試みと見なしたが、然程真剣には受け止められなかった。例えば、彼女のギャングバングの概念は、皇帝クラウディウスの妻であるメッサリナの例に基づいていた。歴史的にメッサリナは評判が悪く、（少なくとも部分的に）性差別がその原因であると考える人もいた。チョンは女性の「絶倫」が何であるかをモデル化することにより、女性が男性と同じ性的能力を持つことを否定する二重規範に疑問を投げかけようとした。
2000年3月、ラジオ番組『Loveline』に出演したとき、ギャングバングに参加した男性は70人弱であり、10時間の撮影中に水分補給と昼食の休みがあったことを認めた。彼女のパフォーマンスにより、エスクァイア誌から「いかがわしい達成賞」(dubious achievement award) を受賞した。
この出来事は作家のチャック・パラニュークに、600人の男性とセックスすることによりチョンの記録超えを目指した架空の人物について描いた小説『Snuff』を書かせる原動力となった。2007年、イン・イーシェンが彼女の物語『251』に基づいて書いた劇が、ロレッタ・チェン演出によりシンガポールで上演された。

## SEX アナベル・チョンのこと
チョンのメディア出演は、カナダの映画学科の学生ゴフ・ルイスの興味を引いた。彼は彼女に会い、彼女に関するドキュメンタリーの制作に着手した。撮影中、彼女とルイスは性的関係に陥った。映画は1999年に公開された。それはギャングバングの撮影とその後の宣伝のための映像を含み、彼女の動機を探り、レイプの現場を彼女と共に再訪し、それまで娘のポルノ出演について知らなかった母親とのシンガポールでの辛い会話を描いている。ルイスが監督し、チョン、アル・ゴールドスタイン、ロン・ジェレミー、シーモア・バッツが出演した。映画の中でチョンは『World's Biggest Gang Bang』が「受動的な性的対象としての女性と言う観念」への挑戦を意図していると語り、「私たちは萎れたスミレでも、犠牲を強いられているのでもありません。女性のセクシュアリティは男性のセクシュアリティと同じくらい攻撃的です。絶倫女の役割を引き受けたかった。「パートナー」は多ければ多いほど良い。」と続けた。また、彼女は映画の中でナイフを腕に当てて自傷行為を行なった。このドキュメンタリーは1999年のサンダンス映画祭で注目され、審査員大賞にノミネートされたことで彼女をさらに世界のメディアへと駆り立てた。ドキュメンタリーの公開以来、チョンはルイスが映画内の出来事を曲解し、「誤解を招くような」やり方で描写したと非難している。

## その後のポルノの経歴と引退
ドキュメンタリー公開後もチョンはしばらくアダルト業界で働き続け、映画の監督や主演、ウェブサイトの立ち上げを行なった。2000年、ウィリアム・ギブスンの小説『ニューロマンサー』の換骨奪胎ギャングバング映画『ポルノマンサー』で監督・出演。2000年以降は一般向けポルノビデオへの出演をほぼ停止し、代わりに自身のウェブサイトのコンテンツ制作とBDSMビデオへの出演に専念した。2003年、ポルノから完全に引退、ウェブサイトにおいて以下の最後のメッセージでファンに感謝した。「アナベルは死んでいて、アナベルのコンセプト全体に信じられないほど退屈し、変化のために何か違うことをしたいと考えている、彼女の邪悪なドッペルゲンガーに総ての時間を乗っ取られています。」彼女は「平和で名も無き新しい生活を始める」つもりであると語った。引退後、彼女はアダルト業界での経歴について話す事をやめた。伝記劇『251』との僅かな関連について、彼女はプロデューサーに「この人はもう何処にも存在しないので、アナベル・チョンとやりたいことを何でもしてください」と伝えた。2011年、コンプレックス誌は「オールタイム・ホッテスト・アジアンポルノスター・トップ50」ランキングで41位にリストアップした。
2000年、ストリップクラブで働いていたとき、彼女はプログラミングを学ぶ学生としてロールプレイングを行なった。彼女が間違いを犯すたびに顧客は彼女を叩いた。ロールプレイの後、彼女はプログラミングを学びたいという気持ちに駆られた。2001年、ウェストウッド・カレッジでソフトウェア工学の準学士号を取得。卒業後、ポルノ業界を引退してフルタイムのエンジニアになるまで、フリーランスのコンサルタントとして働いた。その後、カリフォルニアでWeb開発者として働く。